# Bucketheadland 2
Albums de Buckethead
Electric Tears
(2002) Island of Lost Minds
(2004)
Bucketheadland 2 est le dixième album de Buckethead, sorti le 14 octobre 2003. L'album fait suite au précédent volume Bucketheadland sorti le 5 février 1992.

## Liste des pistes
Toutes les chansons sont écrites et composées par Buckethead et Dan Monti.
| 1.    | Welcome                                                                                               | 0:13 |
| 2.    | Slaughter Zone Entrance                                                                               | 0:11 |
| 3.    | The Cobra's Hood                                                                                      | 2:58 |
| 4.    | Transportation Options                                                                                | 0:51 |
| 5.    | Machete Mirage                                                                                        | 3:01 |
| 6.    | Slaughter Buddies Outside the Revenge Wedge                                                           | 0:21 |
| 7.    | We Cannot Guarantee Bodily Harm                                                                       | 0:17 |
| 8.    | John Merrick - Elephant Man Bones Explosion                                                           | 4:53 |
| 9.    | Taxidermy Tots                                                                                        | 0:23 |
| 10.   | Bloody Rainbow Spiraling Sherbert Scoop                                                               | 2:55 |
| 11.   | Can You Get Past Albert?                                                                              | 0:27 |
| 12.   | Vladimir Pockets' Incredible Bloated Slunk Show                                                       | 3:10 |
| 13.   | The Ballad of the Inside-Out Face                                                                     | 1:05 |
| 14.   | The Battery Cage Brawls (Cage Announcer: The Ghost of Abraham Lincoln; Winner Has to Eat His Way Out) | 2:18 |
| 15.   | Ferris Wheel Apology                                                                                  | 0:08 |
| 16.   | Can You Help Me?                                                                                      | 1:02 |
| 17.   | Grimm's Sponsorship                                                                                   | 0:14 |
| 18.   | Realistic Coop Replica                                                                                | 0:42 |
| 19.   | Frozen Brains Tell No Tales                                                                           | 5:33 |
| 20.   | Rooster Landing (1st Movement) / Lime Time (2nd Movement)                                             | 2:35 |
| 21.   | Two Pints                                                                                             | 0:27 |
| 22.   | Health & Safety Advisory                                                                              | 2:14 |
| 23.   | Digger's Den                                                                                          | 3:13 |
| 24.   | One-Way Ticket to Grab Bag Alley                                                                      | 0:46 |
| 25.   | Fun for You                                                                                           | 1:03 |
| 26.   | Carpal Tunnel Tomb Torker                                                                             | 3:35 |
| 27.   | Today's Schedule                                                                                      | 0:08 |
| 28.   | The Corpse Plower                                                                                     | 3:20 |
| 29.   | Unemployment Blues                                                                                    | 2:05 |
| 30.   | Slaughter Zone Exit                                                                                   | 8:16 |
| 58:24 | |      |